# Les Mousquetaires
Les Mousquetaires (pol. Muszkieterowie) – europejskie stowarzyszenie niezależnych przedsiębiorców i szefów przedsiębiorstw, którzy są członkami grupy i właścicielami swoich sklepów ponoszącymi pełną odpowiedzialność za zarządzanie nimi. Zarządzane siecią ponad 3600 punktów handlowych przez Société Les Mousquetaires z siedzibą w Bondoufle we Francji.

## Działalność
Grupa obecna jest w wielu sektorach gospodarki, od dystrybucji produktów spożywczych, przez sprzedaż dyskontową, sieć motoryzacyjną, sieć „dom i ogród”, po produkcję. Działalność grupy prowadzona jest w czterech krajach w Europie: Belgii, Francji, Polsce oraz Portugalii.
Grupa posiada 64 zakłady produkcyjne zatrudniające 11 tys. osób, jest armatorem we Francji z własną flotą do połowu ryb.

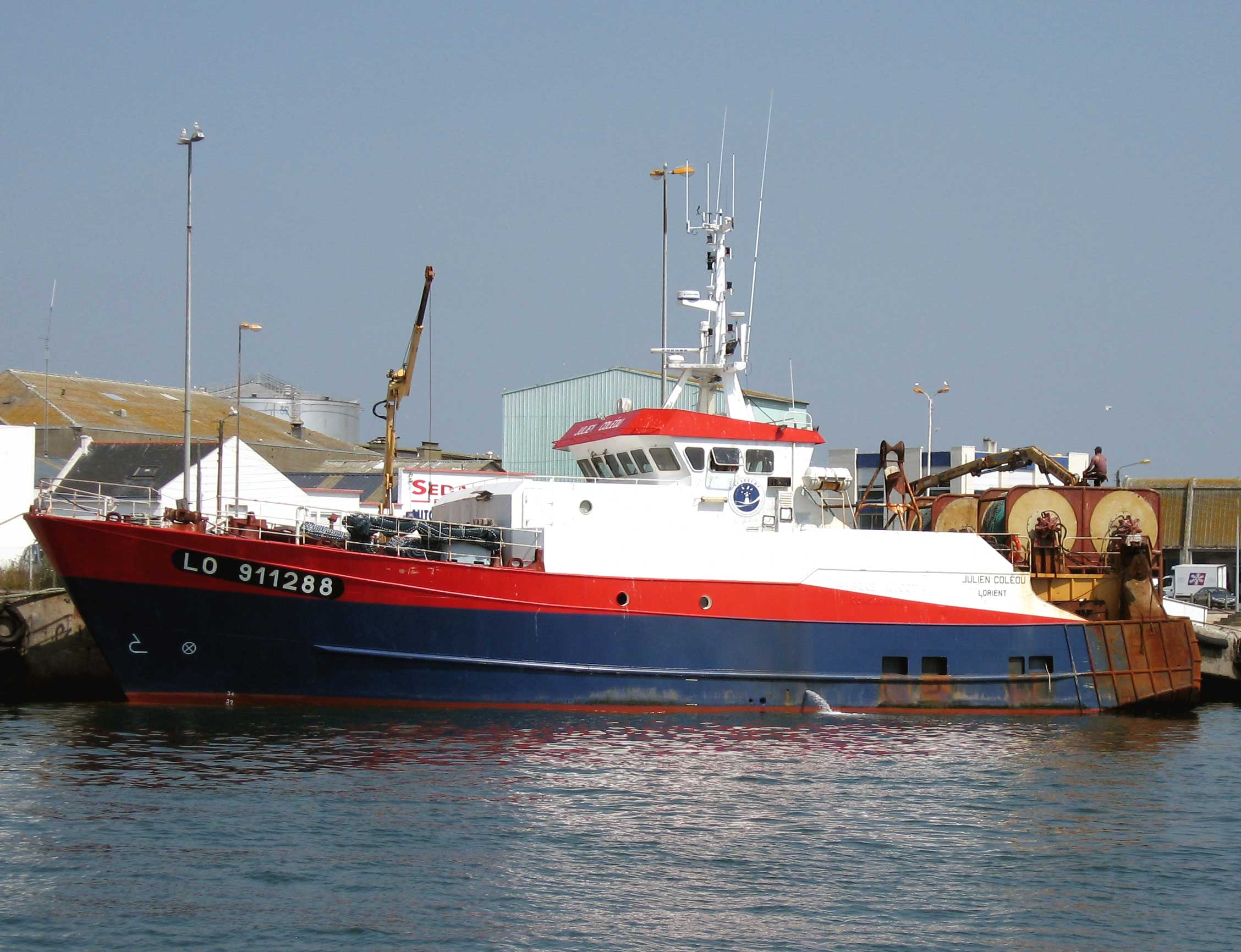
Kuter Julien-Coleou

W roku 2015 grupa osiągnęła obrót 39,7 mld euro, z czego zakłady produkcyjne 4 mld euro.
W skład grupy wchodzą:
- Intermarché – markety spożywcze we Francji, Portugalii, Polsce i Belgii
- Bricomarché – markety „dom i ogród” we Francji, Polsce i Portugalii
- Netto – dyskonty spożywcze we Francji
- Brico Cash(inne języki) – sieć dyskontów budowlanych we Francji
- Poivre Rouge(inne języki) – restauracje we Francji
- Roady(inne języki) – centrum obsługi samochodów we Francji i Portugalii

Grupa zawarła dwa porozumienia zakupowe:
- ALIDIS/Agenor – z niemiecką Edeką oraz hiszpańskim Eroski(inne języki), w ramach którego funkcjonuje 17 tys. punktów sprzedaży w dziesięciu krajach Europy
- Arena – z kanadyjską Roną, w ramach którego funkcjonuje dziesięć sieci handlowych w 16 krajach

## Historia
Kalendarium:
- 1969 – podział grupy E.Leclerc: Édouard Leclerc i Jean-Pierre Le Roch kontynuują działalność, ale już osobno. 75 niezależnych dystrybutorów jednoczy się wokół Jean-Pierre’a Le Rocha pod szyldem EX, który wkrótce został zastąpiony nazwą Intermarché
- 1979 – powstanie Bricomarché
- 1980 – powstaje Restaumarché (obecnie Poivre Rouge(inne języki))
- 1982 – powstaje Stationmarché (obecnie Roady)
- 1988 – otwarcie Intermarché w Hiszpanii
- 1989 – otwarcie CDM (Comptoir des Marchandises) (obecnie Netto)
- 1991 – otwarcie Intermarché w Belgii i Portugalii
- 1997 – rozpoczęcie działalności w Polsce
- 1997 – utworzenie porozumienia zakupowego Arena
- 1999 – otwarcie sklepu INTEREX w Bośni i Hercegowinie
- 2002 – otwarcie sklepu INTEREX w Rumunii, zawarcie porozumienia zakupowego z hiszpańskim Eroski(inne języki) tworząc ALIDIS/Agenor
- 2004 – otwarcie sklepu INTEREX w Serbii
- 2005 – włączenie do porozumienia zakupowego ALIDIS/Agenor niemieckiej Edeki
- 2008 – otwarcie pierwszej stacji benzynowej przy Intermarché w Polsce
- 2009 – na 40 lecie istnienia grupy przyjęcie nowego logo

## Grupa Muszkieterów w Polsce
W Polsce działa:
- 200 supermarketów Intermarché (stan na 6.02.2020) o powierzchni od 400 do 2800 m². Sprzedają ok. 25 tys. artykułów. Przy wybranych sklepach działa 66 stacji benzynowych (stan na 14.04.2022).
- 175 supermarketów Bricomarché (stan na 27.10.2021) o średniej powierzchni 1700 m². Sprzedają 15 tys. – 30 tys. artykułów.

Przychody ze sprzedaży Grupy Muszkieterów w Polsce w roku 2021 wyniosły 8,9 mld złotych, a zatrudnienie 11 tys. osób.
Centrala Grupy Muszkieterowie znajduje się w podpoznańskim Swadzimiu.